# Dino Scantamburlo
Dino Scantamburlo (Camposampiero, 7 novembre 1946) è un politico italiano.

## Biografia
Dino Scantamburlo ha conseguito la laurea in lettere all'Università degli Studi di Padova. In seguito è stato docente della stessa materia in diversi istituti scolastici del padovano.
È stato sindaco di Camposampiero dal 1990 al 1999.
In occasione delle elezioni politiche del 1996 è stato eletto Deputato della Repubblica Italiana per il collegio uninominale di Vigonza. È stato componente della XII commissione permanente "affari sociali" dal 28 luglio 1998 al 29 maggio 2001, componente supplente della commissione per la vigilanza sulla cassa depositi e prestiti dal 26 giugno 1996 al 29 maggio 2001, componente della VIII commissione "ambiente, territorio e lavori pubblici" dal 16 aprile 1998 al 27 luglio 1998 e dal 28 luglio 1998 al 19 gennaio 1999 e componente della commissione parlamentare per l'infanzia dal 26 maggio 1998 al 29 maggio 2001.
In occasione delle elezioni politiche del 2001 si è candidato nuovamente nel collegio uninominale di Vigonza ma non è stato eletto.
È stato consigliere della provincia di Padova dal 19 luglio 2004 al 6 giugno 2009 nel gruppo Democrazia è Libertà - La Margherita e presidente del consiglio della provincia di Padova dal 2 luglio 2009 all'11 ottobre 2014 nel gruppo del Partito Democratico.
È autore di diversi libri di storia locale.

## Opere
- Taccuino di Ricordi: Mons. Giovanni Torresan Arciprete della parrocchia dei Ss: Pietro e Paolo di Camposampiero dal 1951 al 1970 (a 3 anni dalla scomparsa, avvenuta il 2 giugno 1988), Abbazia Pisani, Bertato, 1991,  p. 43.
- Incontri con Turoldo: gli incontri con p. David Maria Turoldo e le sue giornate vissute a Camposampiero, Villa del Conte, Bertato, 2001,  p. 70.
- Dal nordest a Montecitorio. 1996-2001: diario di una legislatura, Padova, CLEUP, 2002,  p. 118, ISBN 8871786254.
- Frammenti di novecento: visite illustri a Camposampiero nel contesto di vita del secolo XX, Padova, CLEUP, 2008,  p. 482, ISBN 9788861292093.
- Usciamo dalla palude: Contributo di riflessione per il servizio politico dei cattolici, Villa del Conte, Bertato, 2010,  p. 63.
- Cittadino del mio Comune e cittadino del Mondo: un impegno possibile!, Villa del Conte, Bertato, 2014,  p. 95.
- Una chiesa con la sua comunità: La chiesa vecchia della parrocchia dei ss. Pietro e Paolo in Camposampiero (1717-1940), Villa del Conte, Bertato Ars et Religio, 2016,  p. 334, ISBN 9788890774911.
- In riposo, per sempre: ... e andiamo in riposo per sempre quando che siamo morti tutti. I soldati di Camposamapiero caduti e dispersi nella prima guerra mondiale (1915-1918) - I giovani emigrati, poi caduti in guerra - I morti negli ospedali da campo a Camposampiero, Noventa Padovana, Mediagraf, 2018,  p. 413, ISBN 9788888484372.
- Fra legge e coscienza: Storie di ebrei e di sfollati accolti a Camposampiero e nel Camposampierese 1940-1945, Villa del Conte, Bertato, 2019,  p. 256, ISBN 9788885801264.
- Dalla paura alla speranza. Sette storie di vita del Novecento con testimonianze degli ultimi protagonisti dal territorio padovano, Villa del Conte, Bertato Ars et Religio, 2021,  p. 320, ISBN 9788885801554.
- Tu credi ancora? Riflessioni di cristiani semplici dentro il "cambiamento d'epoca", Treviso, San Liberale, 2023,  p. 205, ISBN 9788899354749.